# Dendrophthora ferruginea
Dendrophthora ferruginea är en sandelträdsväxtart som beskrevs av Patschovsky. Dendrophthora ferruginea ingår i släktet Dendrophthora och familjen sandelträdsväxter. Inga underarter finns listade i Catalogue of Life.